# برنامه‌نویسی رویه‌ای
برنامه‌نویسی پروسه‌ای یا برنامه‌نویسی رویه‌ای یک پارادایم برنامه‌نویسی بر پایه مفهوم فراخوانی پروسه‌ها است. پروسه که همچنین به نام‌های روال، زیرروال (ساب‌روتین)، تابع، روش شناخته می‌شود، دربردارنده یک سری گام‌های محاسباتی است که باید توسط رایانه اجرا شوند.
هر پروسه می‌تواند در هر نقطه‌ای در طول اجرای برنامه فراخوانده شود شامل فراخوانی پروسه توسط خودش (برنامه‌نویسی بازگشتی) یا پروسه‌های دیگر.